# Boyd Dowler
Boyd Hamilton Dowler (Rock Springs, 18 ottobre 1937) è un ex giocatore di football americano statunitense che ha giocato nel ruolo di wide receiver per la maggior parte della carriera con i Green Bay Packers della National Football League (NFL).

## Carriera professionistica
Dopo avere giocato al college a Colorado, Dowler fu scelto come 25º assoluto nel Draft NFL 1959 dai Green Bay Packers. Dopo la sua prima annata, la prima anche di Vince Lombardi come capo-allenatore, fu premiato come rookie dell'anno. Fu convocato per il Pro Bowl nel 1965 e nel 1967 e fu uno dei membri chiave della dinastia dei Packers negli anni sessanta che portò cinque vittorie del campionato NFL e quella dei primi due Super Bowl della storia. Un colpo gratuito da parte del defensive back dei Dallas Cowboys Mike Gaechter nella end zone dopo avere segnato un touchdown nel terzo quarto della finale del campionato NFL 1966 portò Dowler a infortunarsi alla spalla. Tale problema si aggravò nel primo quarto del primo Super Bowl due settimane dopo, permettendo a Max McGee di prendersi la gloria con due touchdown su ricezione. Dowler ebbe un notevole impatto l'anno successivo nel Super Bowl II in cui segnò un touchdown dopo una ricezione da 62 yard nel primo tempo. Terminò la gara come miglior ricevitore dei Packers. Lasciò il football nel 1969 dopo avere guidato per sette stagioni Green Bay in ricezioni. Tornò brevemente a giocare nel 1971 sotto la direzione di Lombardi nel frattempo passato ad allenare i Washington Redskins.

## Palmarès

### Franchigia
- Campionati NFL : 5

Green Bay Packers: 1961, 1962, 1965, 1966, 1967
- Super Bowl : 2

Green Bay Packers: I, II

### Individuale
- Convocazioni al Pro Bowl: 2

1965, 1967
- Rookie dell'anno - 1959
- Formazione ideale della NFL degli anni 1960
- Formazione ideale del 50º anniversario della NFL

## Statistiche
| Partite totali         | 162   |
| Ricezioni              | 474   |
| Yard ricevute          | 7.270 |
| Touchdown su ricezione | 40    |